# راوی رویا
راوی رویا (انگلیسی: Ravi Ruia) (زاده ۱۹۴۹) کارآفرین، بازرگان و مدیر ارشد اجرایی هندی است، که در سال ۱۹۶۹ گروه اسار را تأسیس نمود.